# Eleccions municipals de 2015 a Barcelona
Les eleccions municipals de 2015 es van celebrar a Barcelona el diumenge 24 de maig, d'acord amb el Reial Decret de convocatòria de eleccions locals a Espanya disposat el 30 de març de 2015 i publicat al Butlletí Oficial de l'Estat el dia 31 de març. Es van escollir els 41 regidors del ple de l'Ajuntament de Barcelona, mitjançant un sistema proporcional (regla D'Hondt), amb llistes tancades i una barrera electoral del 5%.

## Resultats
La candidatura de Barcelona en Comú encapçalada per Ada Colau, va obtenir una majoria simple de 11 regidors, per 10 regidors de la candidatura de Convergència i Unió encapçalada per Xavier Trias, 5 de la llista del Ciutadans-Partit de la Ciutadania encapçalada per Carina Mejías, 5 de la candidatura d'Esquerra Republicana de Catalunya-Moviment d'Esquerres-Barcelona Ciutat Oberta-Avancem-Catalunya Sí-Acord Municipal, encapçalada per Alfred Bosch, 4 de la lista del Partit dels Socialistes de Catalunya, encapçalada per Jaume Collboni, 3 de la llista del Partit Popular de Catalunya encapçalada per Alberto Fernández Díaz i 3 de la llista de la CUP liderada per María José Lecha.
| Candidatura                                              | Candidatura | Vots      | %                     | Regidors              |
| -------------------------------------------------------- | --- | --------- | --------------------- | --------------------- |
|                                                          | Barcelona en Comú (BComú)                                                                                           | 176.612   | 25,21                 | 11                    |
|                                                          | Convergència i Unió (CiU)                                                                                           | 159.393   | 22,75                 | 10                    |
|                                                          | Ciutadans-Partit de la Ciutadania (C's)                                                                             | 77.272    | 11,03                 | 5                     |
|                                                          | Esquerra Republicana de Catalunya-Moviment d'Esquerres-Barcelona Ciutat Oberta-Avancem-Catalunya Sí-Acord Municipal | 77.120    | 11,01                 | 5                     |
|                                                          | Partit dels Socialistes de Catalunya (PSC-PSOE)                                                                     | 67.489    | 9,63                  | 4                     |
|                                                          | Partit Popular (PP)                                                                                                 | 61.004    | 8,71                  | 3                     |
|                                                          | Candidatura d'Unitat Popular (CUP)                                                                                  | 51.945    | 7,42                  | 3                     |
| Partit Animalista Contra el Maltractament Animal (PACMA) | Partit Animalista Contra el Maltractament Animal (PACMA)                                                            | 5.720     | 0,82                  | 0                     |
| Els Verds-L'Alternativa Ecologista (EV-AE)               | Els Verds-L'Alternativa Ecologista (EV-AE)                                                                          | 5.684     | 0,81                  | 0                     |
| Millor Barcelona (Millor Barcelona)                      | Millor Barcelona (Millor Barcelona)                                                                                 | 2.626     | 0,37                  | 0                     |
| Escons en Blanc (EB)                                     | Escons en Blanc (EB)                                                                                                | 1.957     | 0,28                  | 0                     |
| Plataforma per Catalunya (PxC)                           | Plataforma per Catalunya (PxC)                                                                                      | 1.617     | 0,23                  | 0                     |
| Coalició Vox y Partit Família i Vida (Vox-PFYV)          | Coalició Vox y Partit Família i Vida (Vox-PFYV)                                                                     | 1.520     | 0,22                  | 0                     |
| Ciudadanos Libres Unidos (CILUS)                         | Ciudadanos Libres Unidos (CILUS)                                                                                    | 989       | 0,14                  | 0                     |
| Unió Progrés i Democràcia (UPyD)                         | Unió Progrés i Democràcia (UPyD)                                                                                    | 811       | 0,12                  | 0                     |
| Partit Comunista del Poble de Catalunya (PCPC)           | Partit Comunista del Poble de Catalunya (PCPC)                                                                      | 656       | 0,09                  | 0                     |
| Falange Espanyola de les JONS (FE de las JONS)           | Falange Espanyola de les JONS (FE de las JONS)                                                                      | 455       | 0,06                  | 0                     |
| Partit Humanista (PH)                                    | Partit Humanista (PH)                                                                                               | 439       | 0,06                  | 0                     |
| Units per Declarar la Independència Catalana (UPDIC)     | Units per Declarar la Independència Catalana (UPDIC)                                                                | 286       | 0,04                  | 0                     |
| Partit Llibertari (P-LIB)                                | Partit Llibertari (P-LIB)                                                                                           | 273       | 0,04                  | 0                     |
| Solidaritat i Autogestió Internacionalista (SAIn)        | Solidaritat i Autogestió Internacionalista (SAIn)                                                                   | 166       | 0,02                  | 0                     |
| La Coalició Nacional (LCN)                               | La Coalició Nacional (LCN)                                                                                          | 99        | 0,01                  | 0                     |
| Vots en blanc                                            | Vots en blanc | 6.363     | 0,91                  | n/a                   |
| Vots vàlids                                              | Vots vàlids | 700.496   | 100,00                | 41                    |
| Vots nuls                                                | Vots nuls | 3.094     | Participació: 60,59 % | Participació: 60,59 % |
| Votants                                                  | Votants | 703.590   | Participació: 60,59 % | Participació: 60,59 % |
| Electors                                                 | Electors | 1.161.140 | Participació: 60,59 % | Participació: 60,59 % |

## Regidors electes
Relació de regidors electes:
| No. | Nom                                     | Llista | Llista |
| --- | --------------------------------------- | ------ | ------ |
| 1   | Ada Colau Ballano                       |        | BComú  |
| 2   | Xavier Trias Vidal de Llobatera         |        | CiU    |
| 3   | Gerardo Pisarello Prados                |        | BComú  |
| 4   | Joaquim Forn Chiariello                 |        | CiU    |
| 5   | Carina Mejías Sánchez                   |        | C's    |
| 6   | Alfred Bosch Pascual                    |        | ERC    |
| 7   | Jaume Collboni Cuadrado                 |        | PSC    |
| 8   | Alberto Fernández Díaz                  |        | PP     |
| 9   | Laia Ortiz Castellví                    |        | BComú  |
| 10  | Sònia Recasens Alsina                   |        | CiU    |
| 11  | María José Lecha González               |        | CUP    |
| 12  | Jaume Asens Llodrà                      |        | BComú  |
| 13  | Antoni Vives Tomàs                      |        | CiU    |
| 14  | Sonia Sierra Infante                    |        | C's    |
| 15  | Juan Jose Puigcorbé i Benaiges (Juanjo) |        | ERC    |
| 16  | Janet Sanz Cid                          |        | BComú  |
| 17  | Carmen Andrés Añón                      |        | PSC    |
| 18  | Teresa Maria Fandos Payà                |        | CiU    |
| 19  | Ángeles Esteller Ruedas                 |        | PP     |
| 20  | Raimundo Viejo Viñas                    |        | BComú  |
| 21  | Jaume Ciurana Llevadot                  |        | CiU    |
| 22  | Maria Rovira Torrens                    |        | CUP    |
| 23  | María Magdalena Barceló Verea (Marilén) |        | C's    |
| 24  | Montserrat Benedí Altés                 |        | ERC    |
| 25  | Gala Pin Ferrando                       |        | BComú  |
| 26  | Gerard Ardanuy Mata                     |        | CiU    |
| 27  | Daniel Mòdol Deltell                    |        | PSC    |
| 28  | Agustí Colom Cabau                      |        | BComú  |
| 29  | Xavier Mulleras Vinzia                  |        | PP     |
| 30  | Jordi Martí i Galbis                    |        | CiU    |
| 31  | Laura Pérez Castaño                     |        | BComú  |
| 32  | Santiago Alonso Beltrán                 |        | C's    |
| 33  | Trinitat Capdevila Burniol (Trini)      |        | ERC    |
| 34  | Mercè Homs Molist                       |        | CiU    |
| 35  | Mercedes Vidal Lago                     |        | BComú  |
| 36  | Josep Garganté Closa                    |        | CUP    |
| 37  | Montserrat Ballarín Espuña              |        | PSC    |
| 38  | Josep Maria Montaner Martorell          |        | BComú  |
| 39  | Francina Vila Valls                     |        | CiU    |
| 40  | Francisco Sierra López (Paco)           |        | C's    |
| 41  | Jordi Coronas i Martorell               |        | ERC    |

## Conseqüències
Ada Colau es va beneficiar de les calúmnies de les clavegueres de l'Estat i l'Operació Catalunya en la primera campanya electoral que la va enfrontar a Xavier Trias i el 24 de maig de 2015, Barcelona en Comú va guanyar les eleccions amb 176.612 vots (25,11%) i 11 regidors, encapçalant una llista conformada per Guanyem, ICV-EUiA, Equo, Procés Constituent i Podem. Xavier Trias, que havia quedat amb deu regidors, va declarar que acceptaria la llista més votada i que no intentaria pactar per aconseguir l'alcaldia, fet que convertiria Colau en la primera alcaldessa de la ciutat de Barcelona, amb els vots d'ERC, PSC i CUP.